# Sauromalus
Genre
Sauromalus est un genre de sauriens de la famille des Iguanidae.

## Répartition
Les espèces de ce genre se rencontrent dans le sud-ouest des États-Unis et dans le nord-ouest du Mexique.

## Liste des espèces
Selon The Reptile Database (3 décembre 2012) :
- Sauromalus ater Duméril, 1856 — Chuckwalla
- Sauromalus hispidus Stejneger, 1891
- Sauromalus klauberi Shaw, 1941
- Sauromalus slevini Van Denburgh, 1922
- Sauromalus varius Dickerson, 1919 — Chuckwalla de San Esteban

Sauromalus australis et Sauromalus obesus sont synonymes de Sauromalus ater.

## Étymologie
Le nom de genre, Sauromalus, est une combinaison de deux mots en grec ancien : σαῦρος (sauros) signifiant "lézard", et ομαλυς (omalus) signifiant "plat".

## Publication originale
- Duméril, 1856 : Description des reptiles nouveaux ou imparfaitement connus de la collection du Muséum d'Histoire Naturelle, et remarques sur la classification et les charactéres des reptiles. Archives du Muséum d'Histoire Naturelle, Paris, vol. 8, p. 438-588 (texte intégral).